# Brashear (cràter marcià)
|  | No s'ha de confondre amb Brashear (cràter). |

Brashear és un cràter d'impacte del planeta Mart situat a l'est del cràter Hussey i al sud-oest de Porter, i situat amb el sistema de coordenades plaentocèntriques a -53.16 °
latitd N i 242.09 ° longitud E. L'impacte va causar un clot de 77.45 quilòmetres de diàmetre. El nom va ser aprovat el 1973 per la Unió Astronòmica Internacional, en honor de l'astrònom i explorador nord-americà John Brashear (1840 - 1920).